# Дарницкий железнодорожно-автомобильный мост
Да́рницкий железнодорожно-автомобильный мост (укр. Да́рницький залізнично-автомобільний міст), неофициальное название мост Кирпы (укр. міст Кірпи) — комбинированный железнодорожно-автомобильный мост в столице Украины городе Киеве. Общая длина мостового перехода в русловой части — 1066 метров. Предусмотрено движение автотранспорта в трёх полосах в каждую сторону, а также два железнодорожных пути. Пропускная способность транспортного перехода 60 тысяч автомобилей и 120 пар поездов в сутки.
Пролёты нового моста расположены идентично пролётам старого железнодорожного, чтобы не создавать препятствий для судов, следующих через Днепр.
Сооружение моста начато в 2004 году, 27 сентября 2010 года открыто железнодорожное движение, 17 декабря 2010 года открыто автомобильное движение с левого берега на правый. 31 марта 2011 года было открыто движение с правого берега на левый по въезду со стороны Кончи-Заспы. 27 мая 2010 года открыт заезд со стороны моста Патона. Полный запуск объекта состоялся 23 августа 2011 года (открыт съезд с моста в сторону Конча-Заспы). 6 июля 2023 года, с введением в эксплуатацию съездов на набережную левого берега, объект был окончательно завершён.

## В поп-культуре
В октябре 2018 г. Марк Ронсон и Майли Сайрус сняли на мосту клип на песню Nothing Breaks Like a Heart.